# Histoire de la photographie en art
 (février 2009).
Si vous disposez d'ouvrages ou d'articles de référence ou si vous connaissez des sites web de qualité traitant du thème abordé ici, merci de compléter l'article en donnant les références utiles à sa vérifiabilité et en les liant à la section « Notes et références ».
 (février 2009).
Cet article retrace les grandes étapes qui jalonnent l'histoire de la photographie en art.

## Évolution de la technique
C'est en 1871 que Richard Leach Maddox invente une nouvelle plaque sèche au gélatinobromure d'argent, mais son procédé reste encore trop lent pour fixer l'image, il demande de longs temps de pose.
En 1878, Harper Benet opère une phase de maturation au gélatinobromure d'argent qui permettra des expositions très rapides, c'est aussi le premier procédé simple de longue conservation (on peut utiliser la plaque plusieurs mois après son traitement au gélatinobromure d'argent). Ce procédé va permettre l'industrialisation du procédé photographique. Cette nouvelle vitesse de fixation de l'image, qu'apportent les plaques au gélatinobromure d'argent, va transformer les appareils photographiques. Notamment avec l'apparition de l'obturateur, et en 1887, de l'obturateur à hélice, ainsi que du viseur.
En 1888, Kodak sort une boîte noire portable avec 100 vues, il reste juste à appuyer sur le déclencheur (prendre les photos) et Kodak développe le film et vous le change. La photographie devient accessible à tous.
Ces nouvelles techniques entrainent l'apparition de nouveaux appareils photographiques plus petits, plus légers, plus maniables, en somme plus pratiques. Tout cela amène le photographe à adopter de nouvelles postures physiques, mais aussi mentales. Les photographes vont pouvoir capter des choses invisibles à l'œil humain tel que le mouvement. Cela va faire évoluer les sciences humaines et va aussi influencer l'art.

### La similigravure
En 1878, Charles-Guillaume Petit invente la similigravure (impression du négatif sur une plaque de métal), un procédé de reproduction industriel de la photographie. C'est la base de l'illustration des médias jusque dans les années 1920, cette technique va être à l'origine d'une véritable révolution de la presse qui auparavant n'avait pas accès à la photographie. Les organes de presse vont vite comprendre que l'image est plus parlante que le texte et vont s'équiper de leur propre atelier de similigravure et engager des reporter-photographes.

### Instantanés

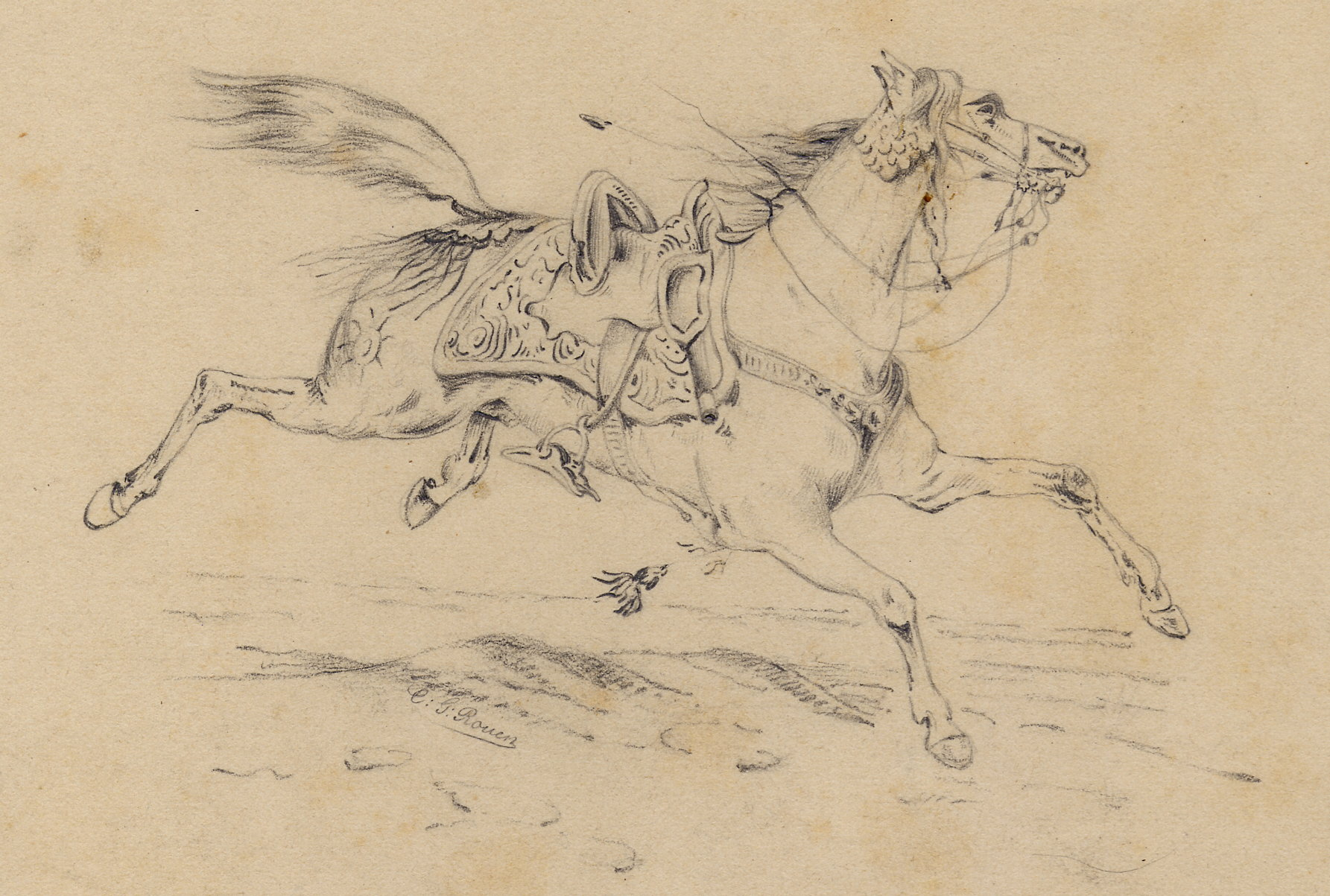
Cheval au galop, dessin du général Charles Rouen

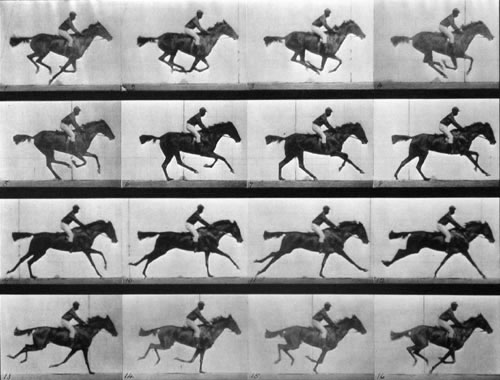
Cheval au galop d'Eadweard Muybridge. Le cheval ne "vole" que dans les phases 2 et 3

En 1878-1879, Eadweard Muybridge — qui travaille encore avec la technique du collodion humide — réalise des expériences photographiques sur le mouvement des animaux, qu'il publie en 1881 dans The attitudes of animals in motion. C’est ainsi qu’il met fin à une idée fausse que tout un chacun portait à propos du galop équin, et que combat à l’époque le Français Étienne-Jules Marey, dans son livre "La Machine animale" qu'il publie en 1873, à savoir que pendant le galop, le cheval « vole », les quatre jambes allongées de part et d’autre du corps, comme il le fait lors d’un saut. Cette croyance était partagée y compris dans le monde équestre. Entre autres, le général belge Charles Rouen, éminent cavalier et excellent dessinateur, esquisse le galop tel qu’il était représenté depuis des siècles dans la peinture, tel qu’on le percevait à l’œil nu. Marey arrive à ses conclusions en appliquant la méthode graphique composée de tambours fixés sur des brassards placés sur les jarrets de l'animal et d'un cylindre enregistreur recouvert d'un papier noirci au noir de fumée, tenu en selle par le cavalier; ces tambours agissant comme des systèmes pneumatiques sont actionnés soit par la pression des sabots soit par le mouvement brusque de soulèvement et de pose du pied. Mais le monde scientifique récuse la validité de ces enregistrements. Dans une série d’instantanés photographiques enregistrés par vingt quatre chambres photographiques alignées le long d’une piste où s’élance au galop un cavalier et sa monture, Muybridge donne raison à Marey et prouve au monde que le cheval ne quitte le sol de ses quatre sabots que lorsqu’il replie ses membres sous lui. C'est l'apparition de l'instantanéité de la photographie, la photographie voit plus que l'œil humain ne peut voir, c'est le pouvoir heuristique de la photographie. Cette découverte va changer les pensées et les représentations de l'époque. Le livre de Muybridge, abondamment illustré de photographies, est acheté par bon nombre d'artistes.

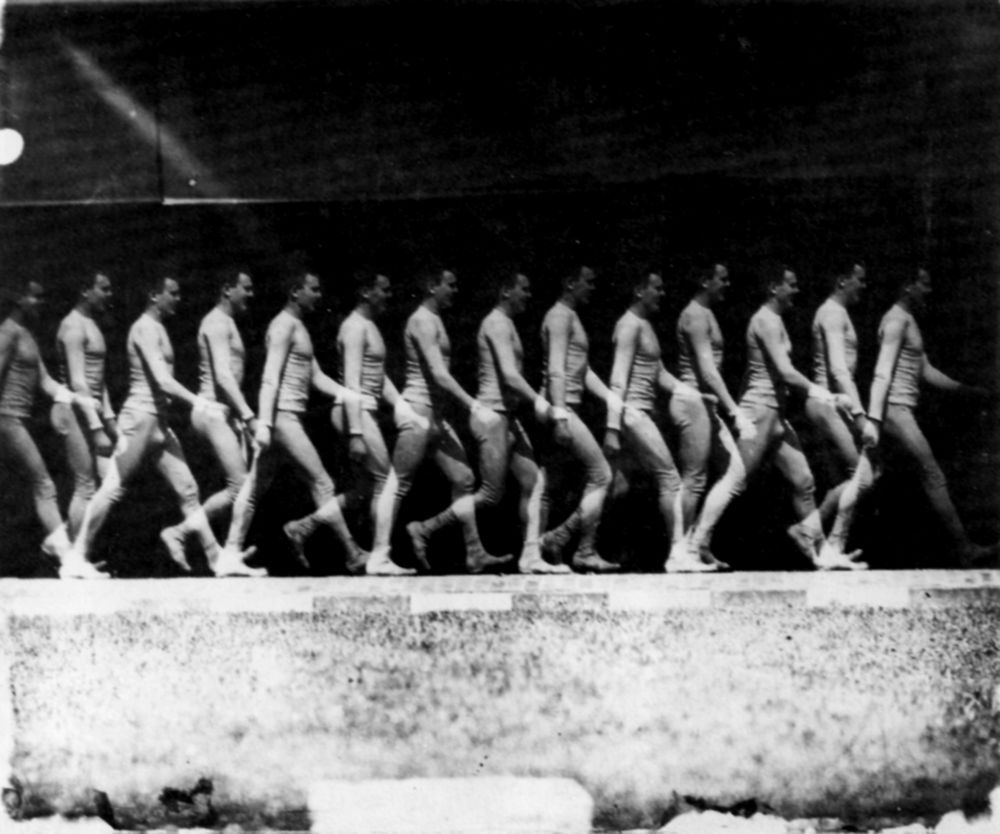
Chronophotographie d'Étienne-Jules Marey (1883)

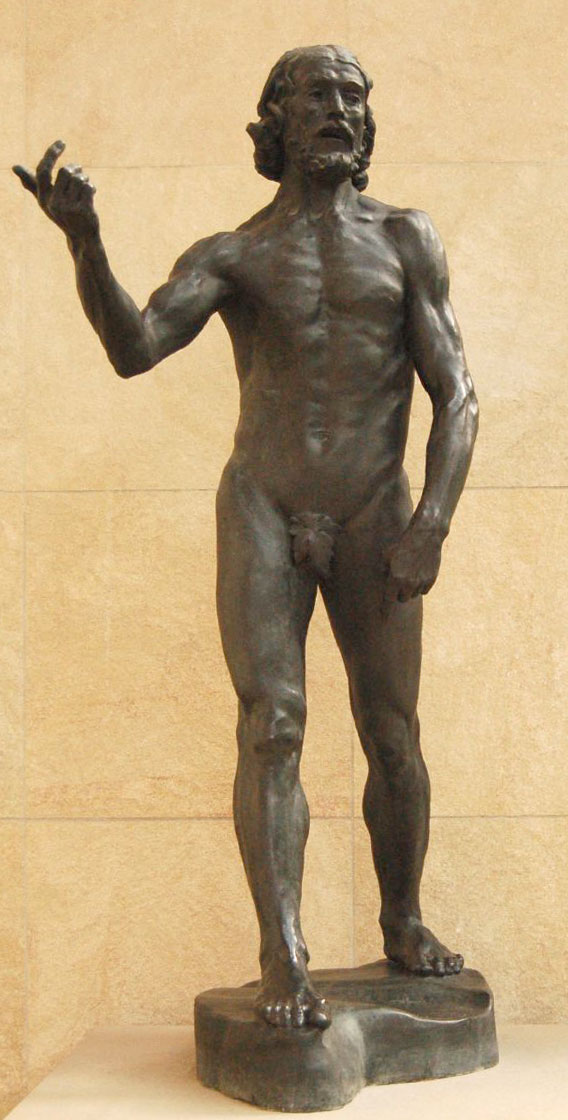
Le Saint Jean Baptiste d'Auguste Rodin

En 1882, Étienne-Jules Marey invente la chronophotographie sur plaques de verre, tout d'abord mobiles avec son fusil photographique présenté en mars 1882 à l'Académie des sciences, puis fixes, avec son chronophotographe à plaque fixe qui est un appareil muni d’un seul objectif capable d'enregistrer les différentes phases d’un mouvement sur une seule plaque photosensible grâce à un obturateur rotatif provoquant les différents instantanés. Il présente cet appareil à l'Académie des sciences le 3 juillet 1882. Ce qu’il avait déjà étudié avec ses enregistreurs graphiques, il le redécouvre avec la chronophotographie. Il centre notamment ses photographies sur l’être humain dont il analyse chaque mouvement dans la plupart de ses activités quotidiennes, domestiques ou professionnelles. Ces images révèlent que l'Homme marche en attaquant son mouvement par le talon, ce qui est normal quand on sait (depuis Marey) que la marche est une chute en avant amortie en plantant le talon dans le sol pour se retenir. Cette contradiction avec les idées reçues de l’époque pousse certains peintres à changer leurs tableaux où la marche est figurée faussement par un pied qui tend ses orteils en avant pour progresser.
D’autres, au contraire, clament leur liberté de représenter l’allure de l’homme en fonction de critères artistiques et non scientifiques. C’est ainsi qu’Auguste Rodin déclare, à propos de son Saint Jean Baptiste, un saint en marche pour annoncer l’arrivée du Messie : « Tandis que mon Saint-Jean est représenté les deux pieds à terre, il est probable qu'une photographie instantanée, faite d'après un modèle qui exécuterait le même mouvement, montrerait que le pied avant ne serait pas encore à terre si la jambe arrière occupait dans la photographie la même position que dans ma statue. Or, c'est justement pour cette raison que ce modèle photographié présenterait l'aspect bizarre d'un homme tout à coup frappé de paralysie et pétrifié dans sa pose, comme il advient, dans le joli conte de Perrault, aux serviteurs de la Belle au Bois-dormant, qui, tous s'immobilisent subitement dans l'attitude de leur fonction. »[réf. nécessaire]

## Mouvements

### Le naturalisme
Peter Henry Emerson est « l'inventeur » du mouvement naturaliste. Les caractéristiques de ce mouvement sont :
- netteté de l'image, proche de la vision de l'œil humain (nette au centre de l'image et floue sur les bords) ;
- recherche d'une représentation picturale de l'homme ;
- prises de vues en extérieur privilégiées ;
- travail du flou, du crachin, du brouillard ;
- travail du développement de l'image pour donner l'impression du dessin, du pastel, du crayon ;
- thématique de la vie paysanne ;
- image technique, scientifique.

Il fait appel aux codes du mouvement réaliste en peinture (tel que Jean-François Millet). Mais Peter Henry Emerson ne tient pas à démontrer la vie des paysans, mais tient plutôt le discours de la production technique (des connaissances techniques qui permettent la production de l'image).
Peter Henry Emerson proclame la naissance du Naturalisme en 1889 quand les photographies de Frank Meadow Sutcliffe sont reconnues par la Royal Photographic Society. Mais Peter Henry Emerson proclame bientôt la mort de la photo naturaliste à cause d'un cliché de George Davison, The Onion Field, un sténopé de 1890. Peter Henry Emerson défend la photographie technique et ici George Davison crée une photo qui répond aux caractéristiques du naturalisme mais sans la technique (puisque le sténopé laisse une grande place au hasard quant à la technique de prise de l'image). Tout ce que fait Emerson pour défendre la photographie en tant qu’art majeur est détruit par un seul cliché. George Davison démontre que la photo peut être un moyen d'expression de son propre moi.

### Le pictorialisme
Les Pictorialistes prennent le contre-pied des Naturalistes. Ils défendent la photographie en tant que moyen libre d'expression qui ne se rattache ni à la peinture, ni au dessin tout en y empruntant les techniques avec des effets de flous par exemple grâce aux objectifs d'artistes.
L’artiste pictorialiste pratique un art non-objectif, il a une volonté de se séparer du monde réel par des représentations symboliques. Le pictorialisme donne naissance à des œuvres mélancoliques aux lumières mystiques.

### La photo-sécession
La Photo-Secession est un mouvement américain du début du XXe siècle qui promeut la photographie en tant qu'art en général et la photographie picturale en particulier. Créé par un groupe de photographe conduit par Alfred Stieglitz et Fred Holland Day, il soutient l'idée, controversée à l'époque, selon laquelle ce qui est important dans une photographie n'est pas ce qui est devant la caméra mais la manipulation de l'image par l'artiste/photographe pour réaliser sa vision subjective. Il a contribué à améliorer les normes et sensibiliser le public à la photographie d'art. Il est l'homologue américain du Linked Ring, mouvement britannique sur invitation seulement qui a fait sécession d'avec la Royal Photographic Society.

### Le dadaïsme
Le dadaïsme, aussi appelé Dada, est un mouvement intellectuel, artistique et littéraire qui a marqué son époque, une réaction violente contre la Première Guerre mondiale, les artistes vont détourner des objets afin d'en créer de nouveaux et les transformer en œuvre d'art.

### Le surréalisme
Le surréalisme est un mouvement culturel qui a débuté dans les années 1920, il prône l’irréel avec des déformations ou des images de sciences fictions comme par exemple l'une des plus connues "autoportrait en noyée" par Hipollyte Bayard.
Les caractéristiques des œuvres surréalistes sont principalement la surprise et la juxtaposition inattendue mais de nombreux artistes et écrivains surréalistes expliquent leur travail comme étant une expression philosophique d'abord et avant tout. André Breton ne peut être plus clair en affirmant que le surréalisme est avant tout un mouvement révolutionnaire.
Le surréalisme est né des activités Dada de la Première Guerre mondiale dont le noyau était à Paris. À partir des années 1920, le mouvement se propage dans le monde entier, affectant les arts visuels, la littérature, le cinéma, la musique, la langue ainsi que la pensée politique, la philosophie et la théorie sociale.

### Le constructivisme
Le constructivisme voit la photographie comme une recherche à la fois esthétique et documentaire.